# Leichtathletik-Weltmeisterschaften 2023/800 m der Frauen

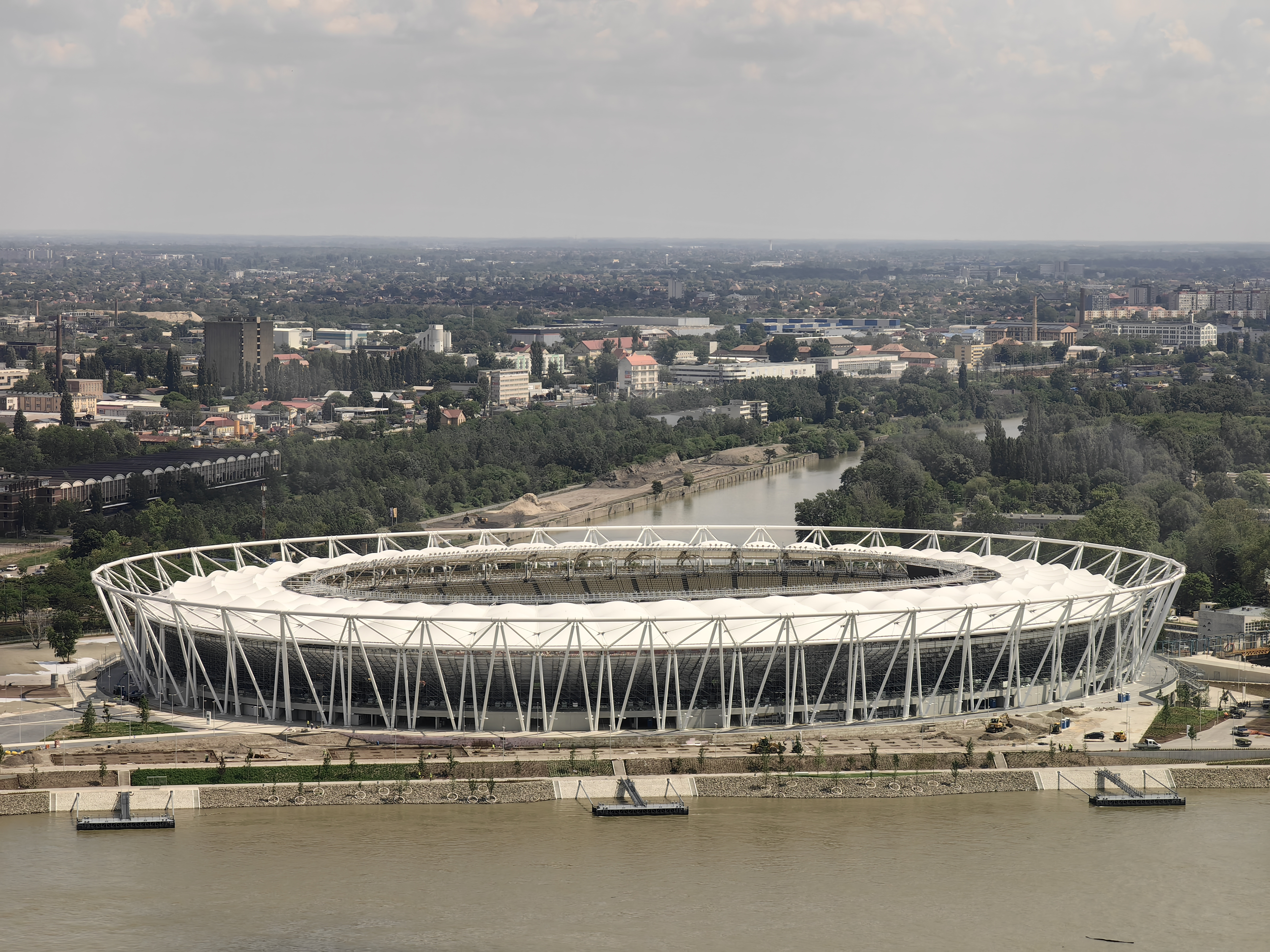
Nemzeti Atlétikai Központ im Mai 2023

Der 800-Meter-Lauf der Frauen bei den Leichtathletik-Weltmeisterschaften 2023 fand vom 23. bis 27. August 2023 im Stadion Nemzeti Atlétikai Központ der ungarischen Hauptstadt Budapest statt.
56 Athletinnen aus 32 Ländern nahmen an dem Wettbewerb teil.
Weltmeisterin wurde die Kenianerin Mary Moraa. Silber gewann wie schon bei den Olympischen Spielen 2021 und den Weltmeisterschaften 2022 die Britin Keely Hodgkinson. Bronze ging an die US-amerikanische Titelverteidigerin und aktuelle Olympiasiegerin Athing Mu.

## Rekorde
| Weltrekord               | Jarmila Kratochvílová | 1:53,28 min | München, BR Deutschland (heute Deutschland) | 26. Juli 1983  |
| Weltmeisterschaftsrekord | Jarmila Kratochvílová | 1:54,68 min | WM Helsinki, Finnland                       | 9. August 1983 |

Der bereits bei den ersten Weltmeisterschaften 1983 aufgestellte Championshiprekord (CR) wurde auch bei diesen Weltmeisterschaften nicht erreicht. Die schnellste Zeit erzielte die kenianische Weltmeisterin Mary Moraa im Finale am 27. August mit 1:56,03 min, womit sie 1,35 s über dem Rekord blieb. Zum Weltrekord fehlten ihr 2,75 s.

### Rekordverbesserungen
Es gab einen neuen Landesrekord:

2:01,62 min – Oratile Nowe (Botswana), vierter Vorlauf am 23. August

## Legende
Kurze Übersicht zur Bedeutung der Symbolik – so üblicherweise auch in sonstigen Veröffentlichungen verwendet:
- NR: nationaler Rekord
- IWR: Internationale Wettkampfregeln
- TR: Technische Regeln

## Vorrunde
Die Vorrunde wurde in sieben Läufen durchgeführt. Die ersten drei Athletinnen pro Lauf – hellblau unterlegt – sowie die darüber hinaus drei zeitschnellsten Läuferinnen – hellgrün unterlegt – qualifizierten sich für das Halbfinale.

### Vorlauf 1
23. August 2023, 10:05 Uhr Ortszeit
| Platz | Name                    | Nation               | Zeit (min) |
| ----- | ----------------------- | -------------------- | ---------- |
| 1     | Keely Hodgkinson        | Großbritannien       | 1:59,53    |
| 2     | Prudence Sekgodiso      | Südafrika            | 1:59,72    |
| 3     | Eveliina Määttänen      | Finnland             | 2:00,41    |
| 4     | Vivian Chebet Kiprotich | Kenia                | 2:01,26    |
| 5     | Elena Bellò             | Italien              | 2:01,38    |
| 6     | Angelika Sarna          | Polen                | 2:01,78    |
| 7     | Lorea Ibarzabal         | Spanien              | 2:06,33    |
| 8     | Perina Lokure Nakang    | Athlete Refugee Team | 2:15,84    |

### Vorlauf 2
23. August 2023, 10:13 Uhr Ortszeit
| Platz | Name                | Nation    | Zeit (min) |
| ----- | ------------------- | --------- | ---------- |
| 1     | Mary Moraa          | Kenia     | 1:59,89    |
| 2     | Raevyn Rogers       | USA       | 2:00,06    |
| 3     | Worknesh Mesele     | Äthiopien | 2:00,13    |
| 4     | Jazz Shukla         | Kanada    | 2:00,30    |
| 5     | Eloisa Coiro        | Italien   | 2:00,36    |
| 6     | Gabriela Gajanová   | Slowakei  | 2:00,39    |
| 7     | Daniela García      | Spanien   | 2:00,92    |
| 8     | Margarita Koczanowa | Polen     | 2:03,23    |

### Vorlauf 3
23. August 2023, 10:21 Uhr Ortszeit
| Platz | Name              | Nation      | Zeit (min) |
| ----- | ----------------- | ----------- | ---------- |
| 1     | Noélie Yarigo     | Benin       | 1:59,96    |
| 2     | Christina Hering  | Deutschland | 2:00,06    |
| 3     | Abbey Caldwell    | Australien  | 2:00,29    |
| 4     | Gabija Galvydytė  | Litauen     | 2:00,79    |
| 5     | Léna Kandissounon | Frankreich  | 2:00,81    |
| 6     | Audrey Werro      | Schweiz     | 2:01,03    |
| 7     | Naomi Korir       | Kenia       | 2:01,41    |
| 8     | Madeleine Kelly   | Kanada      | 2:04,72    |

### Vorlauf 4
23. August 2023, 10:29 Uhr Ortszeit
| Platz | Name            | Nation     | Zeit (min) |
| ----- | --------------- | ---------- | ---------- |
| 1     | Halimah Nakaayi | Uganda     | 1:59,68000 |
| 2     | Adelle Tracey   | Jamaika    | 1:59,82000 |
| 3     | Rénelle Lamote  | Frankreich | 2:00,22000 |
| 4     | Claudia Bobocea | Rumänien   | 2:00,54000 |
| 5     | Louise Shanahan | Irland     | 2:00,66000 |
| 6     | Tigist Girma    | Äthiopien  | 2:01,47000 |
| 7     | Oratile Nowe    | Botswana   | 2:01,62 NR |
| 8     | Kaela Edwards   | USA        | 2:02,22000 |

### Vorlauf 5
23. August 2023, 10:37 Uhr Ortszeit
| Platz | Name           | Nation         | Zeit (min) |
| ----- | -------------- | -------------- | ---------- |
| 1     | Nia Akins      | USA            | 1:59,19    |
| 2     | Jemma Reekie   | Großbritannien | 1:59,71    |
| 3     | Anita Horvat   | Slowenien      | 2:00,06    |
| 4     | Bianka Kéri    | Ungarn         | 2:00,20    |
| 5     | Rachel Pellaud | Schweiz        | 2:01,05    |
| 6     | Olha Ljachowa  | Ukraine        | 2:03,11    |
| 7     | Ellie Sanford  | Australien     | 2:03,55    |
| 8     | Patrícia Silva | Portugal       | 2:05,54    |

### Vorlauf 6
23. August 2023, 10:45 Uhr Ortszeit
| Platz | Name              | Nation      | Zeit (min) |
| ----- | ----------------- | ----------- | ---------- |
| 1     | Habitam Alemu     | Äthiopien   | 1:59,36    |
| 2     | Catriona Bisset   | Australien  | 1:59,46    |
| 3     | Flávia de Lima    | Brasilien   | 2:00,92    |
| 4     | Hedda Hynne       | Norwegen    | 2:01,00    |
| 5     | Lorena Martín     | Spanien     | 2:01,25    |
| 6     | Rose Mary Almanza | Kuba        | 2:01,33    |
| 7     | Majtie Kolberg    | Deutschland | 2:01,41    |
| 8     | Agnès Raharolahy  | Frankreich  | 2:01,93    |

### Vorlauf 7
23. August 2023, 10:54 Uhr Ortszeit
| Platz | Name                | Nation         | Zeit (min) |
| ----- | ------------------- | -------------- | ---------- |
| 1     | Athing Mu           | USA            | 1:59,59    |
| 2     | Natoya Goule-Toppin | Jamaika        | 1:59,64    |
| 3     | Lore Hoffmann       | Schweiz        | 2:00,14    |
| 4     | Annemarie Nissen    | Dänemark       | 2:00,47    |
| 5     | Assia Raziki        | Marokko        | 2:00,91    |
| 6     | Isabelle Boffey     | Großbritannien | 2:01,40    |
| 7     | Natalija Krol       | Ukraine        | 2:01,62    |
| 8     | Anna Wielgosz       | Polen          | 2:03,61    |

## Halbfinale
In den drei Halbfinalläufen qualifizierten sich die jeweils ersten beiden Athletinnen – hellblau unterlegt – sowie die darüber hinaus zwei zeitschnellsten Läuferinnen – hellgrün unterlegt – für das Finale.

### Halbfinallauf 1

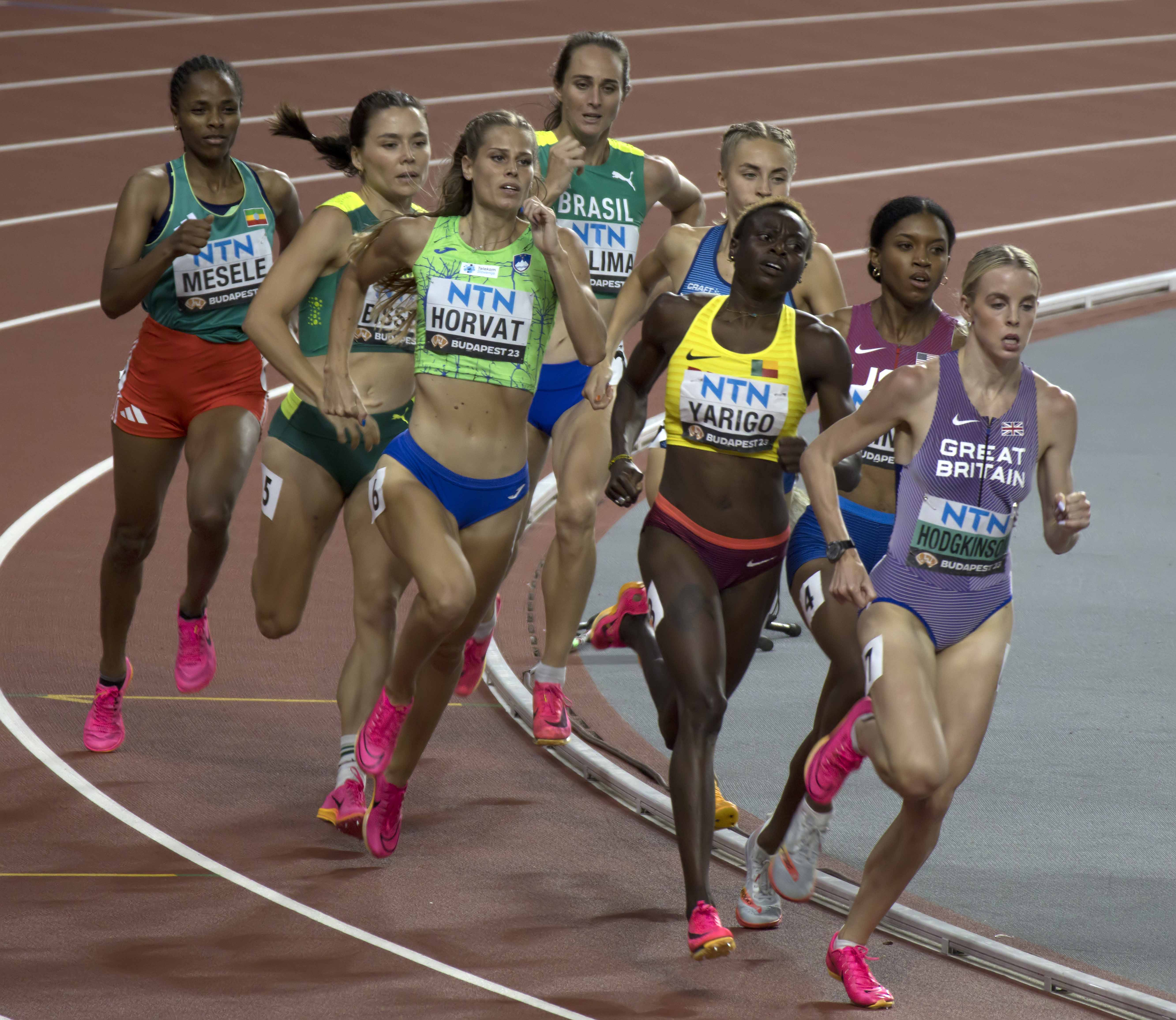
Im zweiten Halbfinale führt Keely Hodgkinson vor Noélie Yarigo, Nia Akins, Anita Horvat und Eveliina Määttänen, dahinter Catriona Bisset, Flávia de Lima und Worknesh Mesele

25. August 2023, 20:25 Uhr Ortszeit
| Platz | Name               | Nation         | Zeit (min) |
| ----- | ------------------ | -------------- | ---------- |
| 1     | Keely Hodgkinson   | Großbritannien | 1:58,48    |
| 2     | Nia Akins          | USA            | 1:58,61    |
| 3     | Noélie Yarigo      | Benin          | 1:59,43    |
| 4     | Worknesh Mesele a  | Äthiopien      | 1:59,54    |
| 5     | Eveliina Määttänen | Finnland       | 1:59,81    |
| 6     | Catriona Bisset    | Australien     | 1:59,94    |
| 7     | Anita Horvat       | Slowenien      | 2:00,54    |
| 8     | Flávia de Lima     | Brasilien      | 2:00,77    |

### Halbfinallauf 2
25. August 2023, 20:35 Uhr Ortszeit
| Platz | Name                | Nation         | Zeit (min) |
| ----- | ------------------- | -------------- | ---------- |
| 1     | Jemma Reekie        | Großbritannien | 2:00,28    |
| 2     | Raevyn Rogers       | USA            | 2:00,47    |
| 3     | Natoya Goule-Toppin | Jamaika        | 2:00,78    |
| 4     | Habitam Alemu       | Äthiopien      | 2:01,02    |
| 5     | Lore Hoffmann       | Schweiz        | 2:01,05    |
| 6     | Rénelle Lamote      | Frankreich     | 2:01,25    |
| 7     | Christina Hering    | Deutschland    | 2:01,66    |
| 8     | Bianka Kéri         | Ungarn         | 2:01,68    |

### Halbfinallauf 3
25. August 2023, 20:45 Uhr Ortszeit
| Platz | Name               | Nation     | Zeit (min) |
| ----- | ------------------ | ---------- | ---------- |
| 1     | Mary Moraa         | Kenia      | 1:58,48    |
| 2     | Athing Mu          | USA        | 1:58,78    |
| 3     | Halimah Nakaayi    | Uganda     | 1:58,89    |
| 4     | Adelle Tracey      | Jamaika    | 1:58,99    |
| 5     | Abbey Caldwell     | Australien | 1:59,05    |
| 6     | Eloisa Coiro       | Italien    | 1:59,61    |
| 7     | Jazz Shukla        | Kanada     | 2:00,23    |
| 8     | Prudence Sekgodiso | Südafrika  | 2:11,68    |

## Finale

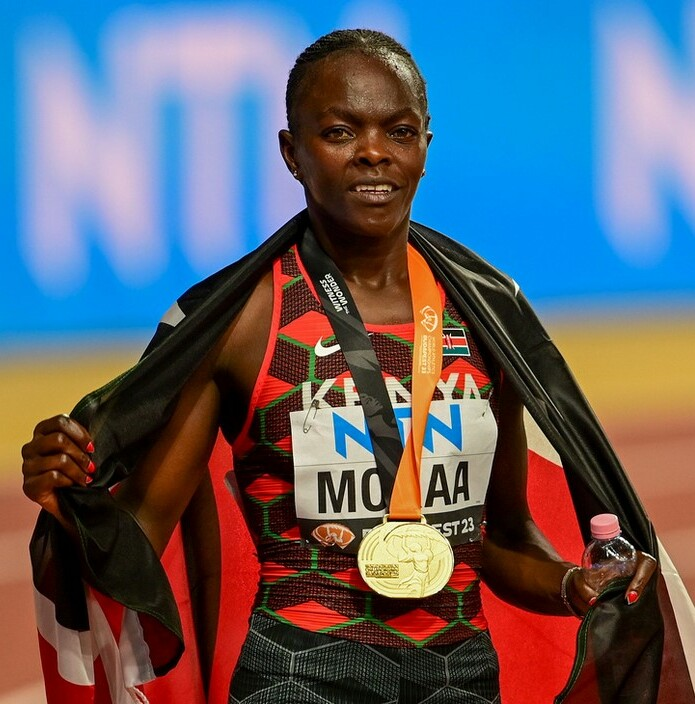
Weltmeisterin Mary Moraa
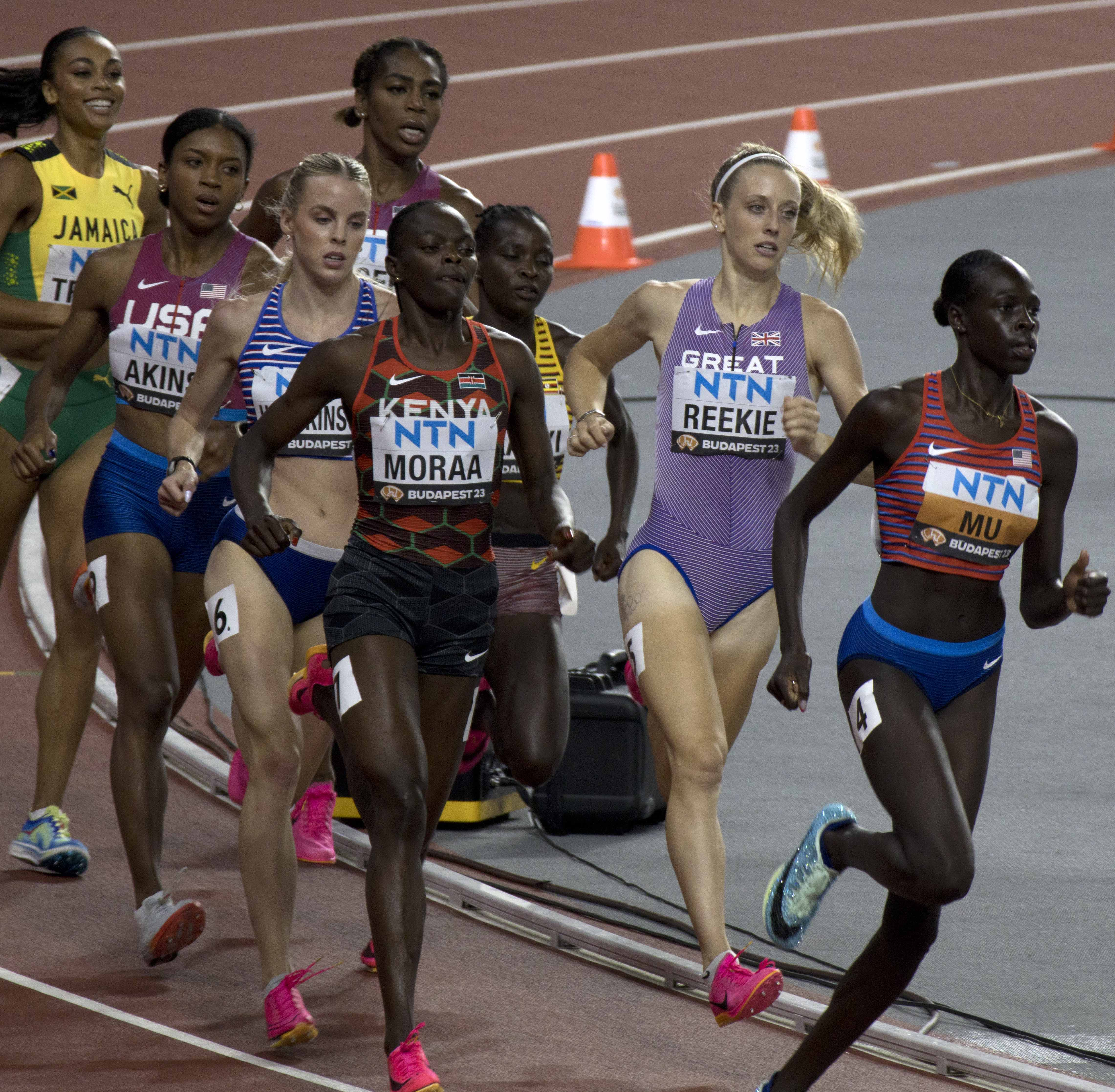
Ein enges Feld am Ende der Zielkurve, es führt Athing Mu vor Jemma Reekie, Mary Moraa und Halimah Nakaayi, dahinter Keely Hodgkinson, Nia Akins, Raevyn Rogers und Adelle Tracey

27. August 2023, 20:45 Uhr Ortszeit
| Platz | Name             | Nation         | Zeit (min) |
| ----- | ---------------- | -------------- | ---------- |
| 1     | Mary Moraa       | Kenia          | 1:56,03    |
| 2     | Keely Hodgkinson | Großbritannien | 1:56,34    |
| 3     | Athing Mu        | USA            | 1:56,61    |
| 4     | Raevyn Rogers    | USA            | 1:57,45    |
| 5     | Jemma Reekie     | Großbritannien | 1:57,72    |
| 6     | Nia Akins        | USA            | 1:57,73    |
| 7     | Adelle Tracey    | Jamaika        | 1:58,41    |
| 8     | Halimah Nakaayi  | Uganda         | 1:59,18    |

## Videolink
- MARY MORAA WINS WOMEN'S 800M GOLD, youtube.com, abgerufen am 16. September 2023